# SK Austria Kärnten
Maillots
L'Austria Kärnten est un ancien club autrichien basé à Klagenfurt fondé le 1er juin 2007 et dissous le 14 juin 2010.

## Histoire
- 2007 : le club achète la licence de l'ASKÖ Pasching et place l'Austria Kärnten en première division ;
- 2010 : faillite du club.

## Palmarès et statistiques

### Palmarès
| Compétitions nationales | Compétitions internationales |
| - Néant                 | - Néant                      |

### Bilan saison par saison
| Saison      | Championnat | Championnat | Championnat | Championnat | Championnat | Championnat | Championnat | Championnat | Championnat | Championnat | Championnat | Buteur                     | Buteur | Coupe d'Autriche | Coupes d'Europe | Coupes d'Europe |
| Saison      | Div.        | Pos.        | Pts         | M           | V           | N           | D           | BP          | BC          | Diff.       | Affl.       | Nom                        | Buts   | Coupe d'Autriche | Compét.         | Tour            |
| ----------- | ----------- | ----------- | ----------- | ----------- | ----------- | ----------- | ----------- | ----------- | ----------- | ----------- | ----------- | -------------------------- | ------ | ---------------- | --------------- | --------------- |
| 2007 – 2008 | I           | 9e          | 33          | 36          | 8           | 9           | 19          | 26          | 58          | -32         | 11 277      | Kollmann                   | 5      |                  | -               | -               |
| 2008 – 2009 | I           | 6e          | 41          | 36          | 11          | 8           | 17          | 47          | 57          | -10         | 9 879       | Adi Rocha                  | 10     | 2e tour          | -               | -               |
| 2009 – 2010 | I           | 10e         | 15          | 36          | 2           | 9           | 25          | 29          | 80          | -51         | 5 035       | Hierländer, Hinum & Sandro | 4      | 1/2 f.           | -               | -               |

## Joueurs et personnalités du club

### Entraineurs
Le tableau suivant présente la liste des entraîneurs du club entre 2007 et 2010.
| Rang | Nom              | Période                      |
| ---- | ---------------- | ---------------------------- |
| 1    | Walter Schachner | juillet – décembre 2007      |
| 2    | Klaus Schmidt    | décembre 2007 – février 2008 |
| 3    | Frank Schinkels  | février 2008 – novembre 2009 |
| 4    | Jože Prelogar    | novembre 2009 – juin 2010    |

### Joueurs
- Adi
- Jocelyn Blanchard
- Zlatko Junuzović
- Roland Kollmann
- Adam Ledwoń
- Manuel Weber